# Lillagärde
Lillagärde este o arie protejată (arie specială de conservare — SAC, sit de importanță comunitară — SCI) din Suedia întinsă pe o suprafață de 13,6 ha, integral pe uscat.

## Localizare
Centrul sitului Lillagärde este situat la coordonatele 56°16′22″N 15°06′19″E / 56.2728°N 15.1054°E.

## Înființare
Situl Lillagärde a fost declarat sit de importanță comunitară în ianuarie 1998 pentru a proteja un număr necunoscut de specii din flora spontană și fauna sălbatică aflate în arealul zonei. Situl a fost protejat și ca arie specială de conservare în martie 2011.

## Biodiversitate
Situată în ecoregiunea boreală, aria protejată conține 5 habitate naturale: Păduri caducifoliate bătrâne naturale hemiboreale fino-scandinave (Quercus, Tilia, Acer, Fraxinus sau Ulmus) bogate în specii epifite, Păduri de fag Luzulo-Fagetum, Pășuni din zone de pădure fino-scandinave, Păduri pe pante, grohotișuri și ravene de Tilio-Acerion, Păduri de fag Asperulo-Fagetum.
La baza desemnării sitului se află un număr nedeclarat de specii protejate.